# Європейський фонд розвитку
Європейський фонд розвитку (англ. European Development Fund, EDF) — головний фінансовий інструмент, за допомогою якого Європейський Союз сприяє розвиткові країн Африки та Карибського і Тихоокеанського басейнів (АКТ), а також заморських країн і територій (ЗКТ). Створення такого фонду було передбачено Римським договором з метою надання технічної і фінансової допомоги африканським країнам, на той час іще колонізованим, які мали тісні історичні зв’язки з окремими країнами Союзу.
Європейський фонд розвитку (ЄФР) не є частиною бюджету Європейського Союзу. Він наповнюється коштом держав-членів, керується власними фінансовими правилами і управляється спеціальним комітетом. Держави-члени визначають в Раді бюджет фонду розвитку шляхом укладання договору, який має бути ратифікований національними парламентами. Кожен бюджет визначається на приблизно п’ятирічний термін. Починаючи з 1964 року, з першої Яундеської конвенції, черговий бюджет європейського фонду розвитку безпосередньо пов’язаний з договором чи конвенцією про партнерство з відповідними країнами. Після двох Яундеських, були чотири  Ломеські конвенції, а останній, дев’ятий бюджет фонду був визначений 2000 року одночасно з підписанням Котонуської угоди. Він розрахований на п’ять років і становить близько 25 мільярдів євро. Щоденне управління Європейським фондом розвитку здійснює Європейська Комісія разом з установами, створеними в рамках угод про партнерство.